# Roscoea brandisii
Roscoea brandisii là một loài thực vật có hoa trong họ Gừng. Loài này được John Gilbert Baker miêu tả khoa học đầu tiên năm 1890 dưới danh pháp Roscoea purpurea var. brandisii theo mẫu vật và mô tả trước đó của nhà thực vật học George King (1840-1909). Năm 1904, Karl Moritz Schumann nâng cấp nó thành loài độc lập và cung cấp mô tả chi tiết bằng tiếng Latinh.

## Phân bố và môi trường sống
Sinh sống ở cao độ 1.600-2.600 m. Có ở đông bắc Ấn Độ (Assam, Meghalaya, Sikkim), miền bắc Bangladesh.